# Episodi di Saiyuki - La leggenda del demone dell'illusione

Copertina dell'edizione italiana

Questa è la lista degli episodi dell'anime Saiyuki - La leggenda del demone dell'illusione.
Essa raccoglie i volumi del manga dal numero 1 al numero 7 e narra anche del Principe-Dio della Guerra, che nel manga non compare.
È pubblicata in Italia dalla Dynit.

## Lista episodi
| Nº | Titolo italiano Giapponese 「Kanji」 - Rōmaji                                                         | In onda           | In onda           |
| Nº | Titolo italiano Giapponese 「Kanji」 - Rōmaji                                                         | Giapponese        | Italiano          |
| 1  | Go to the West - Verso il lontano ovest!! 「はるかなる西へ」 - harukanaru nishi he                    | 4 aprile 2000     | 1º ottobre 2002   |
| 2  | First Game - La guida per il regno dei morti 「黄金への案内人」 - ōgon heno annainin                  | 11 aprile 2000    | 15 ottobre 2002   |
| 3  | His God, My god - Il luogo in cui si può trovare Dio 「神のいる場所」 - kami noiru basho              | 18 aprile 2000    | 22 ottobre 2002   |
| 4  | Crimson - Lacrime rosse 「茜色の涙」 - akane shoku no namida                                          | 25 aprile 2000    | 29 ottobre 2002   |
| 5  | Pure Assassin - Il bellissimo sicario 「美しき暗殺者」 - utsukushi ki ansatsu mono                    | 2 maggio 2000     | 5 novembre 2002   |
| 6  | Rancorous Exchange - Il mostruoso bonzo dei Jyufu 「呪符の怪僧」 - jufu no kai sō                     | 9 maggio 2000     | 12 novembre 2002  |
| 7  | Good Night - Un addio al tramonto 「黄昏の別れ」 - tasogare no wakare                                 | 16 maggio 2000    | 19 novembre 2002  |
| 8  | Confront - L'uomo che prevede la morte 「死を占う男」 - shi wo uranau otoko                           | 23 maggio 2000    | 26 novembre 2002  |
| 9  | Lethal Trap - Il banchetto dei combattimenti 「戦いの宴」 - tatakai no utage                          | 30 maggio 2000    | 3 dicembre 2002   |
| 10 | Fake the Face - Il falso salvatore 「偽りの救世主」 - itsuwari no kyūseishu                           | 6 giugno 2000     | 10 dicembre 2002  |
| 11 | Tragic Revenge - Il dio della morte che ride 「笑う死神」 - warau shinigami                           | 13 giugno 2000    | 17 dicembre 2002  |
| 12 | Wandering Destiny - In attacco e in difesa contro l'oscurità 「闇との攻防」 - yami tono kōbō          | 20 giugno 2000    | 24 dicembre 2002  |
| 13 | Crude Counterfiet - Il frutto che chiama la morte 「死を呼ぶ果実」 - shi wo yobu kajitsu              | 27 giugno 2000    | 31 dicembre 2002  |
| 14 | Sweet Client - Una promessa reciproca 「ふたりの約束」 - futarino yakusoku                            | 4 luglio 2000     | 14 gennaio 2003   |
| 15 | Fated Guys - Incantesimo rosso 「紅（あか）の呪縛」 - kurenai (aka) no jubaku                         | 11 luglio 2000    | 21 gennaio 2003   |
| 16 | Be There - Inno ai vivi 「生者への讃歌」 - seisha heno sanka                                          | 18 luglio 2000    | 28 gennaio 2003   |
| 17 | Eden - Paradiso senza fine 「終わりなき楽園」 - owari naki rakuen                                     | 25 luglio 2000    | 4 febbraio 2003   |
| 18 | Vice or Justice - La verità della giustizia 「正義の真実」 - seigi no shinjitsu                       | 1º agosto 2000    | 11 febbraio 2003  |
| 19 | Don't Go Alone - Le fanciulle del dolore 「嘆きの乙女たち」 - nageki no otome tachi                   | 8 agosto 2000     | 18 febbraio 2003  |
| 20 | Sandstorm - La trappola delle sabbie mobili 「流砂の罠」 - ryūsa no wana                              | 15 agosto 2000    | 25 febbraio 2003  |
| 21 | Selfish - La furia che porta alla distruzione 「破滅への暴走」 - hametsu heno bōsō                    | 22 agosto 2000    | 4 marzo 2003      |
| 22 | Devastation - Alla fine della battaglia 「闘いの果て」 - tatakai no hate                              | 29 agosto 2000    | 11 marzo 2003     |
| 23 | Scapegoat - Il prezzo dell'obbedienza 「服従の代価」 - fukujū no daika                                | 5 settembre 2000  | 18 marzo 2003     |
| 24 | Mother - Legame rosso 「紅（あか）の絆」 - kurenai (aka) no kizuna                                    | 12 settembre 2000 | 25 marzo 2003     |
| 25 | Tomfool! Tomboy! - Il sicario che fa rabbrividire dalla paura 「戦慄の刺客！」 - senritsu no shikaku! | 26 settembre 2000 | 1º aprile 2003    |
| 26 | Calling - Il grido che non si sente 「届かざる叫び」 - todoka zaru sakebi                             | 3 ottobre 2000    | 8 aprile 2003     |
| 27 | Advent - Discesa. Il principe dio della guerra 「降臨・闘神太子」 - kōrin. tō kami taishi             | 10 ottobre 2000   | 15 aprile 2003    |
| 28 | Lonely War - Segnali di fumo della rivolta 「反逆の狼煙」 - hangyaku no noroshi                       | 17 ottobre 2000   | 22 aprile 2003    |
| 29 | Unexpected Defeat - Il castello di Houtou. La caduta 「吠登城・陥落」 - bai tojō. kanraku             | 24 ottobre 2000   | 29 aprile 2003    |
| 30 | Undertaker - Biglietto per l'inferno 「地獄への招待状」 - jigoku heno shōtaijō                        | 31 ottobre 2000   | 6 maggio 2003     |
| 31 | Ambition - La superbia degli dei 「神々の驕り」 - kamigami no ogori                                   | 7 novembre 2000   | 13 maggio 2003    |
| 32 | Fake Star Strike Back - L'orgoglio dei pagliacci 「道化師の誇り」 - dōkeshi no hokori                 | 14 novembre 2000  | 20 maggio 2003    |
| 33 | Faraway Dream - Lacrime Seccatesi 「枯れた泪」 - kare ta namida                                       | 21 novembre 2000  | 27 maggio 2003    |
| 34 | Second Contact - Il dio della guerra, di nuovo 「闘神再び」 - tō kami futatabi                        | 28 novembre 2000  | 3 giugno 2003     |
| 35 | Solitude - Un'anima sola 「孤独の魂」 - kodoku no tamashii                                            | 5 dicembre 2000   | 10 giugno 2003    |
| 36 | Brotherhood - Fiori rossi 「紅い花」 - akai hana                                                      | 12 dicembre 2000  | 1º luglio 2003    |
| 37 | Taciturnity - Il sorriso rinchiuso 「閉ざされた微笑」 - toza sareta bishō                             | 19 dicembre 2000  | 8 luglio 2003     |
| 38 | Fleeting Vision - Una promessa non mantenuta 「はたせぬ約束」 - hatasenu yakusoku                     | 26 dicembre 2000  | 15 luglio 2003    |
| 39 | Misty Rain - Pioggia 「雨」 - ame                                                                     | 9 gennaio 2001    | 22 luglio 2003    |
| 40 | Twilight - Un sole di cattivo umore 「不機嫌な太陽」 - fukigen na taiyō                               | 16 gennaio 2001   | 29 luglio 2003    |
| 41 | Collage - Silenziosi cerchi sull'acqua 「静かなる波紋」 - shizuka naru hamon                          | 23 gennaio 2001   | 5 agosto 2003     |
| 42 | Festival - Un panorama indimenticabile 「忘れえぬ風景」 - wasure enu fūkei                            | 30 gennaio 2001   | 12 agosto 2003    |
| 43 | Tears - Il villaggio dell'illusione 「虚像の街」 - kyozō no machi                                     | 6 febbraio 2001   | 19 agosto 2003    |
| 44 | Plunderer - Il furto del sutra 「経文強奪」 - kyōmon gōdatsu                                          | 13 febbraio 2001  | 26 agosto 2003    |
| 45 | Glorious Days - Prima dell'alba 「夜明け前」 - yoakemae                                               | 20 febbraio 2001  | 2 settembre 2003  |
| 46 | Chaos - La terra che trema 「揺らぐ大地」 - yura gu daichi                                            | 27 febbraio 2001  | 9 settembre 2003  |
| 47 | Guilty or Not Guilty - Peccato (la colpa) 「戒罪」 - kai tsumi                                        | 6 marzo 2001      | 16 settembre 2003 |
| 48 | Absolutely Heaven - La porta verso la libertà 「自由への扉」 - jiyū heno tobira                       | 13 marzo 2001     | 23 settembre 2003 |
| 49 | Missing Desire - Il paradiso che risplende 「輝く楽園」 - kagayaku rakuen                             | 20 marzo 2001     | 30 settembre 2003 |
| 50 | Alone - Verso ovest 「西へ」 - nishi he                                                               | 27 marzo 2001     | 7 ottobre 2003    |